# Euvrilletta distans
Euvrilletta distans là một loài bọ cánh cứng thuộc chi Euvrilletta trong họ Ptinidae.